# Códice Daza
El códice Daza es un cuaderno manuscrito de 532 páginas que contiene notas originales y borradores de varias obras inéditas del autor español del siglo de oro Félix Lope de Vega y Carpio (1562-1635). El cuaderno perteneció a un particular hasta el año 2005, año en que salió a la venta, y fue adquirido finalmente por el Ministerio de Cultura para la Biblioteca Nacional de España en 2009. Se trata de uno de los tres únicos borradores que se conservan de Lope de Vega, por lo que es considerado un original de incalculable valor bibliográfico.

## Características
El manuscrito, escrito por Lope de Vega entre 1631 y 1634 en papel verjurado, mide 20,08 x 15,50 cm. Está encuadernado en forma de cartapacio con cubiertas en pergamino, típicas de la época, que en su momento incluyeron broches de pergamino entrelazado. Las últimas 96 páginas están encuadernadas al revés, quizás por uno de los propietarios, para aprovechar la encuadernación. Conserva en el lomo dos marcas de pertenencia a bibliotecas, «nº 302» y «36», así como anotaciones del Duque de Sessa en las guardas, pero no hay ex libris.
El estado general de conservación es bueno, si bien será restaurado por el personal de la Biblioteca Nacional de España, debido al paso del tiempo, la acción de insectos bibliófagos y el uso de tinta con gran contenido en hierro propia del siglo de oro, que aumenta la posibilidad de corrosión. Entremezcladas entre las páginas originales hay fragmentos superpuestos de papel, llamados banderillas, con correcciones y enmiendas al texto. El espacio dedicado a la escritura varía entre los 18 x 13 cm, según se trate de escritos en prosa o en verso, con algunas anotaciones en vertical.
La atribución a Lope de Vega es inequívoca, en comparación con otros autógrafos del autor. Según el informe de la Biblioteca Nacional, se comprueba  «la indudable autenticidad de la atribución, según el ductus de algunas letras seleccionadas, el tipo de caligrafía (de la misma mano aunque varía según los cuadernillos), el tipo de advocaciones religiosas en cabecera con el signo monogramático de la cruz, y otras características de la obra».
Respecto al texto, la caligrafía de Lope de Vega era muy enérgica, de trazos rápidos y con tachaduras y numerosas correcciones.

## Contenido

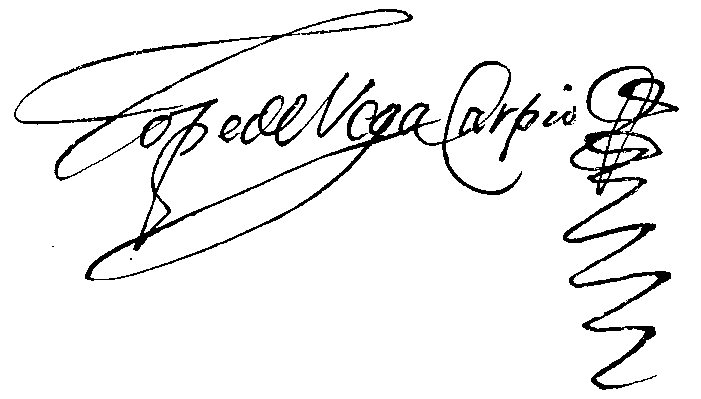
Firma de Lope de Vega.

Sobre la cubierta está escrito en tinta el título «Aquí están las églogas». El contenido del cartapacio indica la forma de trabajar de Lope de Vega, que componía simultáneamente varias obras. Así, están entremezcladas en el manuscrito obras poéticas, algunas inéditas hasta el momento, y fragmentos de obras conocidas, como La Dorotea, de 1632 y Amarilis (1633).

## Historia
El códice perteneció al Duque de Sessa, patrono y primer coleccionista de Lope de Vega desde la muerte del autor en 1635. Permaneció en la colección hasta el siglo XIX, cuando las bibliotecas de los Condes de Altamira y los Duques de Sessa fueron dispersadas y adquiridas por varios propietarios, entre los que destacan Valentín Carderera y Luis de Madrazo. La hija de éste, Teresa Madrazo, casó con Mario Daza de Campos, en cuya familia se conservó el manuscrito.
Durante su propiedad privada, el códice sólo fue estudiado por el catedrático de literatura Joaquín Entrambasaguas, que publicó un artículo al respecto en la Revista de Literatura en 1970, titulado Un códice de Lope de Vega autógrafo y desconocido, en el que llama al códice «Daza», en agradecimiento a los propietarios.
En el año 2004, los propietarios quisieron vender el manuscrito en Londres por 850.000 euros de salida en Sotheby's. Sin embargo, el Estado español ejerció su derecho de tanteo e impidió la exportación del códice, según dictamen de la Junta de Calificación, Valoración y Exportación de bienes del Patrimonio Nacional. Finalmente, el cartapacio fue adquirido por el Ministerio de Cultura para la Biblioteca Nacional de España en 2009, por 700.000 euros.
La Biblioteca Nacional ha restaurado y digitalizado el códice, y está disponible en la Biblioteca Digital Hispánica.